# Chenopodium acuminatum
Chenopodium acuminatum — вид однорічних травʼянистих рослин з роду лобода (Chenopodium). Вид природно поширений у Азії, але інтродукований до деяких країн Європи.

## Поширення та середовище існування
Chenopodium acuminatum є ендеміком для багатьох країн Азії. Зростає на берегах річок та озер, на околицях полів та на пляжах.

### Поширення в Китаї
Вид широко поширений в Китаї. Регіони поширення: Фуцзянь, Ганьсу, Гуандун, Гуансі, Хебей, Хейлунцзян, Хенань, Цзянсу, Цзілінь, Ляонін, Внутрішня Монголія, Нінся, Цинхай, Шеньсі, Шаньдун, Шаньсі, Сіньцзян, Чжецзян. Також поширений у Тайвані.

### Поширення в інших країнах Азії
C. acuminatum є ендемічною рослиною для В'єтнаму, Японії, Філіпін, Корейського півострова, Казахстану та Туркменістану.

### Поширення в Росії
Цей вид лободи також є дуже поширеним в Росії. Він є ендемічним для багатьох регіонів Сибіру та Уралу.

### Країни штучного заселення
C. acuminatum був інтродукований у Болгарію, Німеччину, Чехію та Словаччину.

## Опис
Однорічна трав'яниста рослина, від 20 до 80 см заввишки. Стебло пряме, сильно розгалужене, зелене, іноді червонувато-фіолетове, ребристе. Гілки розлогі, тонкі. Черешок від 1,5 до 2,5 см завдовжки. Листкова пластинка ланцетна або довгаста, від 2 до 4 см завдовжки та від 1 до 3  см, основа широко клиновидна, округла або майже усічена, край цільний, прозорий, верхівка клиновидна або коротко загострена, мукроніта. Клубочки розташовані в густі або перервані колоски або колосоподібні волоті на верхній частині гілок. Квіти двостатеві. Оцвітина стиснута куляста, 5-роздільна. Тичинок — п'ять. Насінина горизонтальна, чорна, діаметром близько 1 мм, злегка ямчаста. Цвіте з червня по липень. Насіння дає з серпня по вересень.